# Cullen Township
Cullen Township est un ancien township, situé dans le comté de Pulaski, dans le Missouri, aux États-Unis,.
Le township est fondé en 1833 et baptisé en référence à une famille locale, les Cullen.

### Source de la traduction
- (en) Cet article est partiellement ou en totalité issu de l’article de Wikipédia en anglais intitulé « Cullen Township, Pulaski County, Missouri » (voir la liste des auteurs).